# چیغاتل‌لی
چیغاتل‌لی (به لاتین: Cığatelli) یک منطقه مسکونی در جمهوری آذربایجان است که در شهرستان قبله واقع شده است. چیغاتل‌لی ۵۶۰ نفر جمعیت دارد.